# Clermont-l'Hérault
Clermont-l'Hérault este o comună în departamentul Hérault din sudul Franței. În 2009 avea o populație de 7.627 de locuitori.

## Evoluția populației
| An        | 1975  | 1982  | 1990  | 1999  | 2006  | 2009  |
| --------- | ----- | ----- | ----- | ----- | ----- | ----- |
| Populație | 5.482 | 5.926 | 6.041 | 6.532 | 7.214 | 7.627 |